# Ustinepidosis korkishkoi
Ustinepidosis korkishkoi är en tvåvingeart som beskrevs av Fedotova och Vasily S. Sidorenko 2005. Ustinepidosis korkishkoi ingår i släktet Ustinepidosis och familjen gallmyggor. Inga underarter finns listade i Catalogue of Life.